# Abdelghani Mouaoui
Abdelghani Mouaoui, né le 22 février 1989 à Casablanca, est un footballeur marocain évoluant au poste d'attaquant à l'Ittihad de Tanger.

## Biographie

### Sélection Nationale

#### Olympique
Il fait ses débuts en équipe olympique du Maroc en 2011 contre la Jordanie et compte 2 sélections pour aucun but.